# Coupe de Belgique féminine de handball 1992-1993
Navigation
Coupe de Belgique 1991-1992 Coupe de Belgique 1993-1994
La Coupe de Belgique féminine de handball 1992-1993 est la 13e édition de cette compétition organisée par l'Union royale belge de handball (URBH)

## Résultats

### Huitièmes de finale
| Club                | Résultat | Club                | Lieu                       |
| ------------------- | -------- | ------------------- | -------------------------- |
| KV Sasja HC Hoboken | ?        | H.Villers 59        | Anvers                     |
| DHC Neerpelt        | ?        | Apolloon Kortrijk   | Neerpelt                   |
| HV Arena Hechtel    | ?        | HCE Tongeren        | Hechtel-Eksel              |
| DHC Meeuwen         | ?        | Initia HC Hasselt T | Meeuwen                    |
| HC Eynatten         | ?        | ?                   | Raeren                     |
| FOHC-UCL            | ?        | Sporta Evere        | Ottignies-Louvain-la-Neuve |
| DHC Overpelt        | ?        | ROC Flémalle        | Overpelt                   |
| Jeunesse Jemeppe    | ?        | Fémina Visé         | Seraing                    |

### Quarts de finale
| Club                | Résultat | Club                | Lieu     |
| ------------------- | -------- | ------------------- | -------- |
| Sporta Evere        | ?        | Apolloon Kortrijk   | Evere    |
| Fémina Visé         | ?        | HC Eynatten         | Visé     |
| KV Sasja HC Hoboken | ?        | Initia HC Hasselt T | Anvers   |
| DHC Overpelt        | ?        | HV Arena Hechtel    | Overpelt |

### Demi-finales
| Club                   | Résultat         | Club        | Lieu     |
| ---------------------- | ---------------- | ----------- | -------- |
| Apolloon Kortrijk      | ?                | Fémina Visé | Courtrai |
| Initia HC Hasselt T\|? | HV Arena Hechtel | Hasselt     |          |

### Finale
| 9 mai 1993 | Initia HC Hasselt T | ? - ? | Apolloon Kortrijk | Hechtel-Eksel |

## Vainqueur
| Coupe de Belgique féminine de handball 1992-1993 Initia HC Hasselt 9e titre |